# Мухаммад V ан-Насир
Мухаммад V ан-Насир (араб. محمد الناصر بن محمد باي), общеизвестный как Насир Бей (Ла-Марса, 14 июля 1855 — Ла-Марса, 8 июля 1922) — пятнадцатый бей Туниса (1906—1922) из династии Хусейнидов, сын Мухаммада II ибн аль-Хуссейна. 11 июня 1902 был назначен Генералом Дивизии Армии Бейлика, когда стал Бей аль-Махалла (наследником), а 11 мая 1906 стал маршалом, сменив на троне Мухаммада IV аль-Хади.

## Биография
Во времена правления Насир Бея усилилась напряжённость между властями французского протектората и тунисским населением. Незадолго до того, как он стал беем, вспыхнули беспорядки в Тала-Кассерине, и через несколько лет недовольство обострилось и породило крупные инциденты, такие как Дело Джеллаза и бойкот Тунисского трамвая. Французы смогли добиться от него указа о высылке лидеров Тунисского национального движения Али Баха Хамба, Хасана Гуэлати, Мохамеда Номане и Абделазиза Тальби из страны в марте 1912 года.
Всё более недовольный тем, как власти относятся к Дестуру, в апреле 1922 года он пригрозил отречься от престола, если Франция не выполнит их требования, включая отмену французских законов о натурализации. В ответ генерал-резидент Франции Люсьен Сен окружил дворец бея войсками, чтобы заставить его не делать этого. Он выполнил желания французов. Умер Насир Бей 8 июля 1822.
Он был похоронен в мавзолее Турбет эль Бей в медине Туниса. На смену ему пришли его двоюродный брат Мухаммад аль-Хабиб и его старший сын Мухаммед VII аль-Мунсиф, ставший беем в 1942 году.